# Turdeni
Turdeni (węg. Tordátfalva) – wieś w Rumunii, w okręgu Harghita, w gminie Șimonești. W 2011 roku liczyła 93 mieszkańców.